# Ronde van Biella 2024
De 28e editie van de wielerwedstrijd Ronde van Biella vond plaats op 21 april 2024. De wedstrijd startte en finishte in Biella en was 144,8 kilometer lang. De wedstrijd maakte deel uit van de UCI Europe Tour, met de categorie 1.2. De Italiaan Florian Kajamini liet in een sprint heuvelop Edoardo Zamperini en Simone Raccani achter zich.

## Uitslag
| Plaats  | Naam               | Ploeg                              | Tijd     |
| ------- | ------------------ | ---------------------------------- | -------- |
| Winnaar | Florian Kajamini   | MBH Bank Colpack Ballan            | 3u32'41" |
| 2       | Edoardo Zamperini  | UC Trevigiani-Energiapura Marchiol | z.t.     |
| 3       | Simone Raccani     | Zalf Euromobil Fior                | z.t.     |
| 4       | Jegor Igosjev      | PC Baix Ebre                       | z.t.     |
| 5       | Lorenzo Conforti   | VF Group-Bardiani CSF-Faizanè      | z.t.     |
| 6       | Andrea Debiasi     | Rime Drali                         | z.t.     |
| 7       | Nicolò Pettiti     | Biesse-Carrera                     | z.t.     |
| 8       | Matteo Ambrosini   | MBH Bank Colpack Ballan            | z.t.     |
| 9       | Cesare Chesini     | Zalf Euromobil Fior                | z.t.     |
| 10      | Federico Biagini   | VF Group-Bardiani CSF-Faizanè      | z.t.     |
| 11      | José Ramón Muñiz   | Petrolike                          | z.t.     |
| 12      | Clément Delcros    | AVC Aix-en-Provence                | z.t.     |
| 13      | Lorenzo Nespoli    | MBH Bank Colpack Ballan            | z.t.     |
| 14      | Andrea Alfio Bruno | Bike Sicilia-Multicar Amarù        | z.t.     |
| 15      | George Wood        | Zappi                              | z.t.     |
| 16      | Andrea Guerra      | Zalf Euromobil Fior                | z.t.     |
| 17      | Zachary Walker     | Rime Drali                         | z.t.     |
| 18      | Filippo Turconi    | VF Group-Bardiani CSF-Faizanè      | + 10"    |
| 19      | Daniil Zarakovski  | PC Baix Ebre                       | z.t.     |
| 20      | Tom Martin         | Project 1                          | z.t.     |
|         |                    |                                    |          |
| 25      | Daan Hoeks         | Maltinti Lampadari-Banca Cambiano  | z.t.     |